# 小宮山健太
小宮山 健太（こみやま けんた）は、日本の漫画家、漫画原作者。

## 経歴
- 第13回（2008年6月期）JUMPトレジャー新人漫画賞（審査員：矢吹健太朗）にて、「平成とんち話 花咲一休」で最終候補。
- 第17回（2008年11月期）JUMPトレジャー新人漫画賞（審査員：松井優征）にて、「むろもて侍」で最終候補。
- 第7回（2009年上半期）ストキン炎にて、「約束屋」でネーム部門最終候補 。
- 『赤マルジャンプ』2010WINTERに掲載された「奇怪とんち噺 花咲一休」（作画：河田悠也）の原作担当としてデビュー。
- 『週刊少年ジャンプ』2010年34号に、第6回ジャンプ金未来杯参加作として、「奇怪とんち噺 花咲一休」（作画：河田悠也）を掲載、優勝を獲得する。
- 『週刊少年ジャンプ』2011年23号から38号まで初連載「奇怪噺 花咲一休」（作画：河田悠冶）を連載。
- 『週刊少年ジャンプ』2013年26号から41号まで「スモーキーB.B.」（作画：河田悠冶）を連載。

## 作品リスト
- 奇怪とんち噺 花咲一休 - デビュー作（作画：河田悠也）
  - 赤マル掲載版 - 読切47P
  - 本誌掲載版 - 読切センターカラー47P、第6回金未来杯参加・優勝作品
- 奇怪噺 花咲一休 - 「奇怪とんち噺 花咲一休」の連載版、『週刊少年ジャンプ』2011年23号 - 38号（作画：河田悠冶）
- スモーキーB.B. - 『週刊少年ジャンプ』2013年26号 - 41号（作画：河田悠冶）